# Gerolsteiner

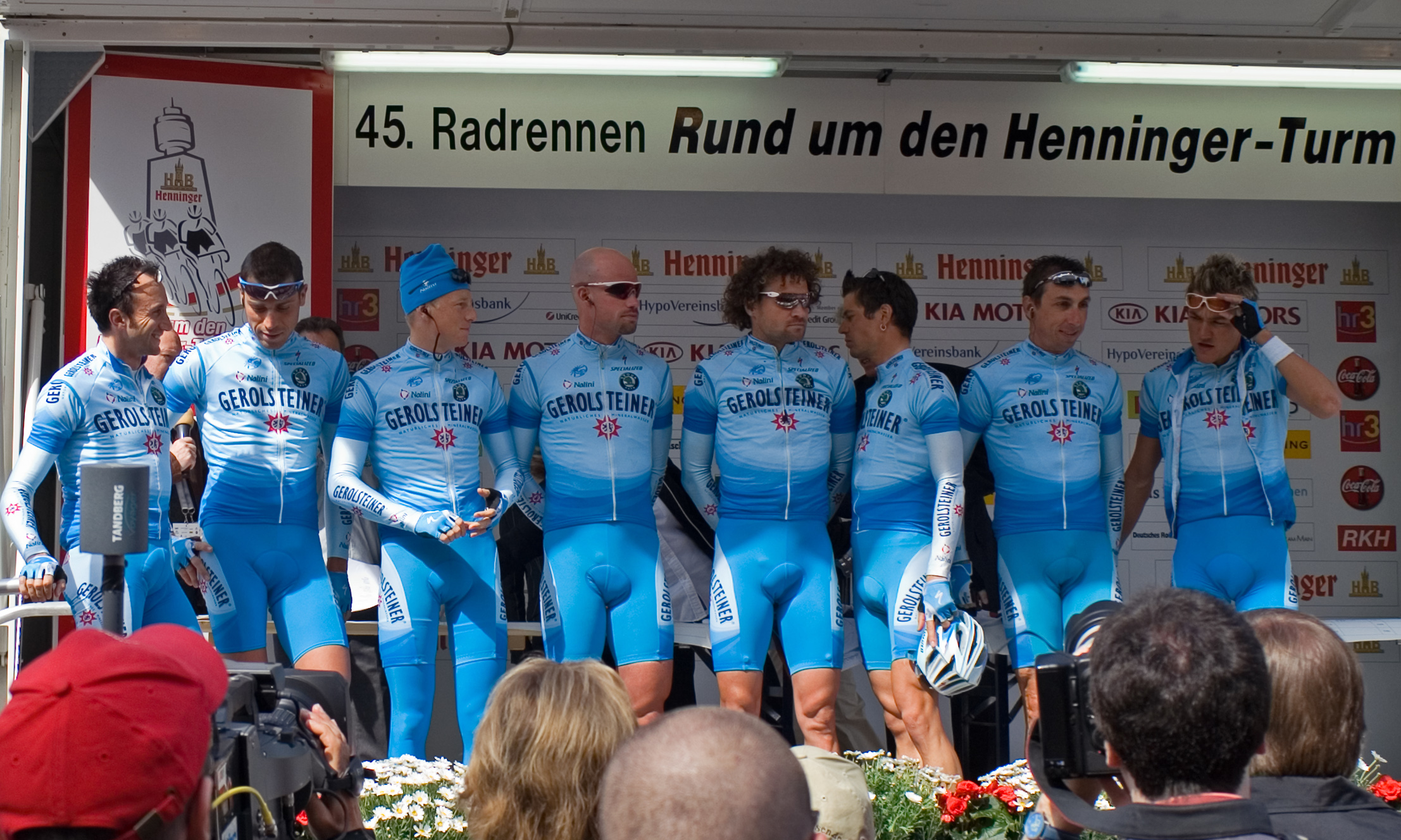
Gerolsteiner före Rund um den Henninger-Turm 2006

Gerolsteiner (GST) var ett tyskt professionellt cykelstall som tillhörde UCI ProTour mellan 2005 och 2008. De tillhörde mellan 1998 och 2004 division I. Huvudsponsorer var mineralvattentillverkaren Gerolsteiner Brunnen och Specialized (cyklar). 
Lagets startades 1998 med managern Hans-Michael Holczer och sportdirektörerna Rolf Gölz och Christian Henn. Men det var först 2001 när Georg Totschnig skrev på ett kontrakt med stallet som de blev ett division 1-stall, numera ProTour. Två år senare körde man Tour de France för första gången.
Under säsongen 2004 vann stallets italienska cyklist Davide Rebellin Amstel Gold Race, Flèche Wallonne och Liège-Bastogne-Liège, detta under en veckas tid.
Robert Förster vann etapper i Giro d'Italia under 2006 och 2007. Han vann också en etapp på Vuelta a Espana 2006.
Stefan Schumacher vann Amstel Gold Race 2007.

## 2008
Mineralvattenföretaget Gerolsteiner slutar sponsra laget i december 2008. Hans-Michael Holczer letade under säsongen 2008 efter en ny huvudsponsor för stallet men den 28 augusti 2008 kom det slutliga beskedet att Holczer hade misslyckat att finna en ny sponsor och stallet blev officiellt nedlagt efter säsongen. I oktober 2008 kom nyheterna att stallets cyklister Stefan Schumacher, och Bernhard Kohl hade varit dopade med CERA under Tour de France 2008. Hans-Michael Holczer meddelade då att han tänkte lämna cykelsporten för gott då han inte ville "ödsla en sekund till åt denna kriminella energi". Stallet valde också att inte cykla årets sista stora tävling, Lombardiet runt, efter de båda positiva proven för tredje generations EPO. Tidigare under säsongen hade också stallets cyklist Andrea Moletta blivit dopningsmisstänkt och avstängd sedan italiensk polis hittat kanyler och otillåtna preparat i ett kylskåp i bilen till Molettas far under Giro d'Italia. Men han och hans far blev senare frikända från misstankarna då ingenting pekade på att Andrea Moletta hade någonting att göra med preparaten. Efter säsongen blev han kontrakterad av det italienska stallet Miche.

## Gerolsteiner 2008
| Namn                | Född              | Nationalitet  |
| ------------------- | ----------------- | ------------- |
| Francesco de Bonis  | 14 april 1982     | Italien       |
| Markus Fothen       | 9 september 1981  | Tyskland      |
| Thomas Fothen       | 6 april 1983      | Tyskland      |
| Mathias Frank       | 9 december 1986   | Tyskland      |
| Johannes Fröhlinger | 9 juni 1985       | Tyskland      |
| Robert Förster      | 27 januari 1978   | Tyskland      |
| Oscar Gatto         | 1 januari 1985    | Italien       |
| Heinrich Haussler   | 25 februari 1984  | Tyskland      |
| Tim Klinger         | 22 september 1985 | Tyskland      |
| Bernhard Kohl       | 4 januari 1982    | Österrike     |
| Sven Krauss         | 6 januari 1983    | Tyskland      |
| Sebastian Lang      | 15 september 1979 | Tyskland      |
| Andrea Moletta      | 23 februari 1979  | Italien       |
| Volker Ordowski     | 9 november 1973   | Tyskland      |
| Davide Rebellin     | 9 augusti 1971    | Italien       |
| Matthias Russ       | 14 november 1983  | Tyskland      |
| Ronny Scholz        | 24 april 1978     | Tyskland      |
| Stephan Schreck     | 15 juli 1978      | Tyskland      |
| Stefan Schumacher   | 21 juli 1981      | Tyskland      |
| Tom Stamsnijder     | 15 maj 1985       | Nederländerna |
| Fabian Wegmann      | 20 juni 1980      | Tyskland      |
| Carlo Westphal      | 25 november 1985  | Tyskland      |
| Peter Wrolich       | 30 maj 1974       | Österrike     |
| Oliver Zaugg        | 9 maj 1981        | Schweiz       |
| Markus Zberg        | 27 juni 1974      | Schweiz       |